# Tibors de Sarenom
Tibors de Sarenom (s. XII) fou una noble i trobairitz occitana.

## Vida
Es conserva una vida de Tibors que ens informa que era una dama de Provença, d'un castell que era de Blacas d'Aulps, que es diu Sarenom (Sarenon, Sant-Auban, Grasse). La vida també indica que era cultivada i sàvia i sabia trobar. I estigué enamorada i fou estimada i honrada pels homes notables de la contrada, i temuda i obeïda per les dames. La vida acaba dient que feu aquestes cobles que envià al seu amant, i reprodueix un fragment de vuit versos, que és l'únic text que ens ha pervingut de Tibors.
La poesia que s'ha conservat és evidentment fragmentària, ja que el manuscrit està malmès. Es discuteix quin tipus de poesia hauria estat; cobla, cançó, o fins i tot una tençó. Bec s'inclina per la hipòtesi que és la primera estrofa d'una cançó. En qualsevol cas, la vida fa al·lusió a aqestas coblas, cosa que permet fer la hipòtesi que aquesta estrofa (cobla) és la primera d'una composició més llarga o que Tibors és autora d'altres peces (no conservades).
La vida del cançoner H va acompanyada d'una miniatura que retrata la trobairitz.
Aquesta trobairitz s'ha identificat amb personatges històrics; la identificació és bastant segura però no de certesa absoluta. Tibors d'Aurenga, filla de Raimbaut II d'Aurenga, i el seu marit Guilhem d'Omelas tingueren dues filles, les dues anomenades Tibors (a vegades distingides com a Tibors, la gran, i Tiburgette, la petita); fill d'aquesta família fou també el trobador Raimbaut d'Aurenga, que heretà el títol de la seva mare. Tibors d'Aurenga, la mare, morí el 1150. Sembla que la trobairitz hauria estat més possiblement la seva filla, la germana gran del trobador, menor en el moment de la mort de la seva mare. Tibors de Sarenom es va casar primer amb Gaufred de Mornas, que ja havia mort el 1150, i després amb Bertran dels Baus, amb qui tingué com a mínim tres fills: Uc, que seria pare de Barral dels Baus, Bertran i Guilhem dels Baus, també trobador, i una filla anomenada també Tibors i possiblement una altra anomenada Hermelina. Tibors hauria mort abans de la fi del segle xii.

## Obra
- (440,1)[7] Bels dous amics, ben vos puosc en ver dir